# 威廉·斯豪滕

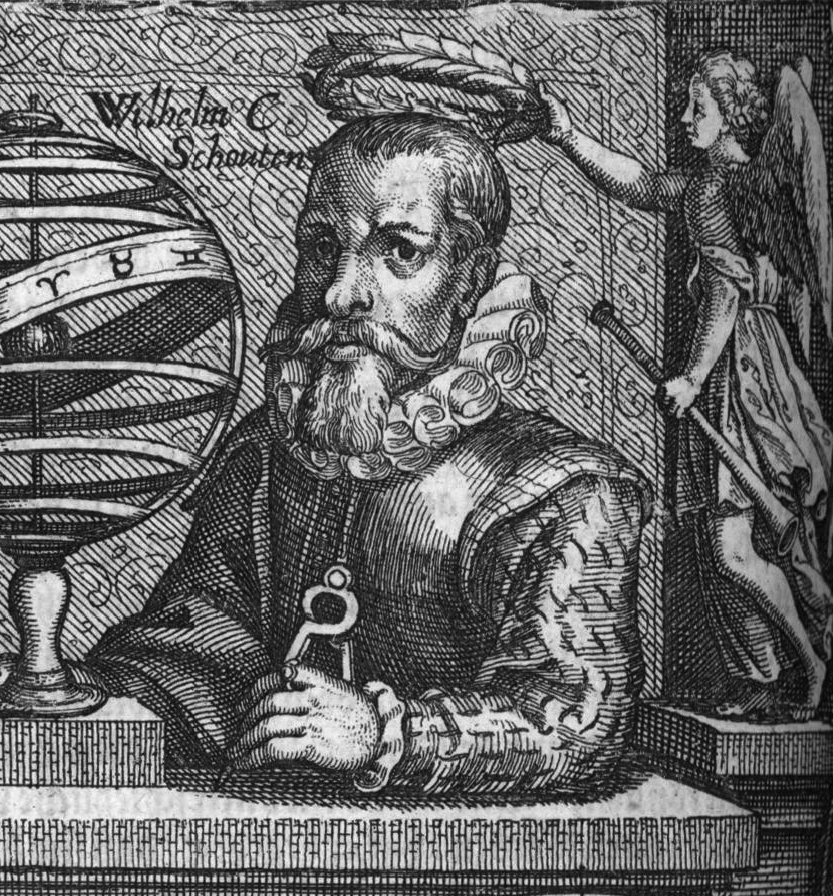
威廉·斯考滕

威廉·科内利松·斯豪滕（荷蘭語：Willem Corneliszoon Schouten，1567年—1625年；又按英語譯為斯考滕并常用於地名），生於荷蘭霍伦，航海探險家。他在荷屬東印度公司的支持下，由荷蘭出發，經南美洲到達印尼群島，是第一個通過合恩角到達太平洋的歐洲人。斯考滕群島也是以他的名字命名。

## 生平
威廉·斯豪滕與伊薩克·勒梅爾（Isaac Le Maire）合股建立澳洲公司（Australische Compagnie）。他們的目標是找到澳洲領地（Terra Australis），此外，荷屬東印度公司也希望他們能找出從荷蘭，經太平洋，到達香料群島的新航道。
1615年，威廉·斯豪滕與雅各布·勒梅爾（Jacob Le Maire），從荷蘭泰瑟尔啟航出發。1616年，他們率領船隊，成功繞過合恩角，並以他的家鄉荷恩命名此地。隨後，他到達新愛爾蘭島以及新幾內亞，並探索它們附近的島嶼，後人稱此為斯考滕群島。
雖然他成功找出新航道，但荷屬東印度公司指控他侵犯了荷屬東印度公司在香料群島的獨佔貿易權，在爪哇島逮捕了他，並沒收他的船隊。荷屬東印度公司後來釋放了他，再度委託他帶領船隊回到荷蘭。1625年，威廉·斯豪滕在馬達加斯加島沿岸過世。船隊由雅各布·勒梅爾繼續帶領，回到荷蘭。